# Rödsiska
Rödsiska (Spinus cucullatus) är en hotad sydamerikansk finkfågel. Trots att arten fridlystes på 1940-talet har handeln med vilda individer fortsatt. Dessa används framför allt till hybridisering med kanariefågel. Handeln gör att populationen fortsätter att minska.

## Utseende
Rödsiskan är ungefär 10 centimeter lång. Den adulta hanen är huvudsakligen djupröd, men svart på huvud, strupe, vingpennor och spetsen av stjärten. Den är vitaktig på magen och på undersidan av stjärten. Honan är grå på översidan, huvudet och bröstet, förutom på gumpen och översidan av stjärten, där den är röd. Hon är dessutom rödaktig på undersidan och på sidorna av bröstet. Vingarna och stjärten liknar i övrigt hannens.

## Utbredning och systematik
Rödsiskan förekommer lokalt i de tropiska delarna av Sydamerika och förekommer i nordöstra Colombia och norra Venezuela. Dess utbredningsområde är fragmentariserat och den är regionalt utrotad på Trinidad och Tobago. Det finns en introducerad population i Puerto Rico.

### Släktestillhörighet
Tidigare placerades den i Carduelis, men förs numera till Spinus efter genetiska studier.

## Ekologi
Rödsiskan förekommer på höjder mellan 100 och 1 300 meter över havet och förflyttar sig i höjdled, både dagligen och säsongsbundet, mellan fuktig städsegrön skog och torra lövfällande skogar i områden som domineras av gräs, men som gärna kan innehålla buskar och enstaka träd, även skogskanter. Honan lägger ungefär tre grönaktigt vita ägg i ett skålformat bo byggt av gräs i ett träd. Den lever av frukt, blomknoppar och frön av gräs och örter.

## Rödsiskan och människan

### Som burfågel
Trots att rödsiskan inte tillhör samma släkte som kanariesiska (Serinus canaria) (som i domesticerad form kallas kanariefågel) så kan det ändå bli fertil avkomma när man korsar dessa båda arter. Eftersom stora delar av rödsiskans fjäderdräkt är intensivt röd har detta gjort att man kunnat avla fram röda kanariefåglar. Eftersom arten är utrotningshotad är det sedan 1940-talet förbjudet att ha vilda individer som burfåglar.

### Status och hot
På grund av långvarigt infångande av arten för att säljas som burfåglar, främst för hybridisering med kanariefågel, så har arten minskat, och på vissa platser helt försvunnit, sedan början av 1900-talet. Sedan 1940-talet är den fridlyst men jakten har ändå fortsatt illegalt och populationen minskar därför. Idag beräknas beståndet i Guyana bestå av mellan ett hundratal och ett tusental individer. I Venezuela uppskattas beståndet bestå av ungefär lika många. På grund av detta kategoriseras arten som starkt hotad (EN) av IUCN.

## Namn
Arten har tidigare på svenska kallats kapucinersiska.